# Ferrovia Doboj-Osijek
La ferrovia Doboj-Osijek è una linea ferroviaria internazionale che unisce la città bosniaca di Doboj, situata nella Repubblica Serba di Bosnia ed Erzegovina, con la città croata di Osijek. È stata costruita dalla Jugoslavia nell'immediato dopoguerra ed inaugurata nel 1947 per sostituire la vecchia rete a scartamento ridotto tra Doboj e Slavonski Brod. In territorio croato è classificata come linee M303 e M302. La ferrovia rientra inoltre nel Corridoio paneuropeo V.

## Percorso
| Continuation backward |

| Station on track |

| Unknown route-map component "dCONTgq" | Unknown route-map component "ABZgr" | Unknown route-map component "d" |

| Stop on track |

| Station on track |

| Unknown route-map component "d" | Unknown route-map component "ABZgl" | Unknown route-map component "dCONTfq" |

| Stop on track |

| Stop on track |

| Stop on track |

| Station on track |

| Stop on track |

| Station on track |

| Stop on track |

| Station on track |

| Stop on track |

| Station on track |

| Unknown route-map component "exdCONTgq" | Unknown route-map component "eABZgr" | Unknown route-map component "d" |

| Stop on track |

| Stop on track |

| Station on track |

| Unknown route-map component "TZOLLWo" |

| Station on track |

| Unknown route-map component "SKRZ-Au" |

| Station on track |

| Unknown route-map component "d" | Unknown route-map component "ABZg+l" | Unknown route-map component "dCONTfq" |

| Station on track |

| Unknown route-map component "dCONTgq" | Unknown route-map component "ABZgr" | Unknown route-map component "d" |

| Stop on track |

| Station on track |

| Stop on track |

| Stop on track |

| Stop on track |

| Stop on track |

| Station on track |

| Stop on track |

| Unknown route-map component "dCONTgq" | Unknown route-map component "ABZg+r" | Unknown route-map component "d" |

| Unknown route-map component "d" | Unknown route-map component "ABZg+l" | Unknown route-map component "dCONTfq" |

| Station on track |

| Unknown route-map component "d" | Unknown route-map component "ABZgl" | Unknown route-map component "dCONTfq" |

| Continuation forward |